# Gonger
Als Gonger (von Wiedergänger) bezeichnete man im Volksglauben auf den nordfriesischen Inseln Sylt und Amrum ein Gespenst.
Erzählungen zufolge finden „unschuldig Ermordete“ sowie Menschen, die Grundsteine versetzt oder Land abgepflügt bzw. verwüstet haben, keine Ruhe im Grab. Ebenso kehren Gotteslästerer, Selbstmörder und Personen, die sich selbst verflucht haben, als Gonger wieder.
Wenn ein Seemann auf dem Meer stirbt, kehrt er als Gonger zurück, um die Nachricht seines Todes zu überbringen. Dazu steigt er nachts in der Kleidung, die er zum Todeszeitpunkt getragen hat, aus dem Meer, und besucht das Haus seiner Nachkommen. Hier löscht er das Licht, legt sich auf die Decke eines Schlafenden und hinterlässt eine Spur aus Salzwasser. Dies tut er so lange, bis man sich an ihn und seinen Tod erinnert.
Hugo Wolfgang Philipp verarbeitete in den 1930er Jahren den Glauben in seinem Theaterstück Der Gonger kommt. 2008 entstand der Fernsehfilm Gonger – Das Böse vergisst nie.